# Gavriïl Pribilov

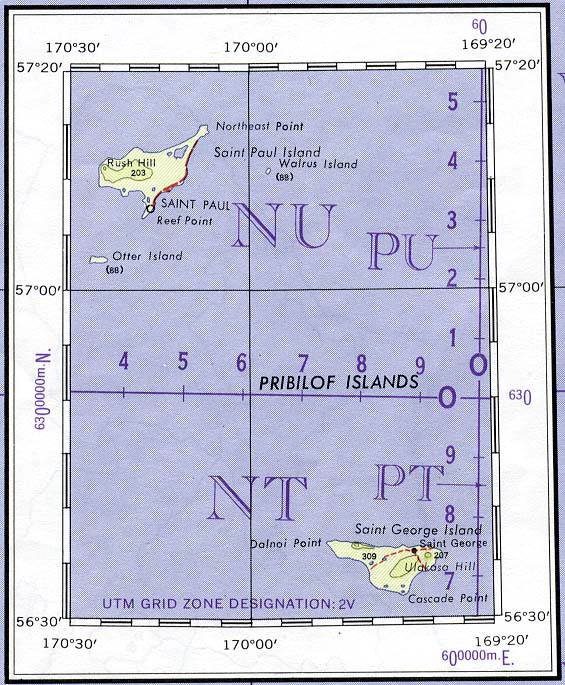
Pribilof va descobrir les illes de saint George i de Saint Paul el 1786.

Gavriïl Loguínovitx Pribilov (en rus:Прибылов, Гавриил Логинович); el seu primer nom també escrit com Gavriel o Guerassim) (morí el 1796) va ser un navegant rus que va descobrir les illes del Mar de Bering de St. George Island i St. Paul Island el 1786 i 1787. Aquestes illes i d'altres de menors formen l'Arxipèlag Pribilof.
Pribylov era el comandant del vaixell Sant Jordi (Sv. Georgui Pobedonosets), La seva expedició va ser sufragada pels comerciants de pells russos Grigori Xélikhov i Pàvel Lébedev-Làstotxkin.
Pròpiament parlant, Pribilov no va ser personalment el descobridor d'aquestes illes, va ser dirigit a prop de la seva situació pel fill d'un cap aleutià. En aquell moment les illes estaven deshabitades i ja eren conegudes pels aleutians amb el nom d'illes Amiq.